# Perović
Perović je priimek v Sloveniji in tujini. Po podatkih Statističnega urada Republike Slovenije je na dan 1. januarja 2010 v Slovenjiji uporabljalo ta priimek 85 oseb.

## Znani nosilci priimka
- Branko Perović (1914—1996), črnogorski general
- Branko Perović (* 1944), črnogorski guslar
- Branko Perović, črnogorski politik, zunanji minister (2000–03)
- Danica Perović, vojaška zdravnica
- Desanka Perović (1941—2021), jugoslovanska športna strelka
- Drago Perović (1888—1968), hrvaški anatom in akademik
- Dušan Perović (1905—?), srbski zgodovinar
- Kosta Perović (*1985), srbski košarkar
- Latinka Perović (1933–2022), srbska političarka in publicistka o politični zgodovini
- Leposava (Lepa) Perović (1911—2000), srbska političarka, žena Koče Popovića
- Marko Perović (*1972), srbski nogometaš
- Martin Perović (*1988), srbsko-slovenski vizažist in pevec zabavne glasbe
- Miladin Perović (1921—?), črnogorski komunist in politik
- Milivoje Perović (1912—1975), srbski odvetnik in pisatelj
- Miloš Perović (1874—1918), srbski pesnik, psiholog, dramatik
- Miloš Perović (1914—?), srbski pesnik
- Petar Perović (1929—2010), srbski rokometaš in trener
- Puniša Perović (1911—1985), črnogorski politik in publicist
- Radovan Perović (1878—1944), srbski pisatelj
- Sava Perović (*1937), srbski kirurg
- Slavko Perović (*1934), srbski pevec
- Slavko Perović (*1954), črnogorski politik
- Slobodan "Cica" Perović (1926—1978), srbski igralec
- Sreten Perović (*1932), srbski pesnik
- Vaso Perović (*1965), srbsko-slovenski arhitekt (Bevk-Perović arhitekti)
- Vesna Perović (*1954), črnogorska političarka